# تیرک مهار

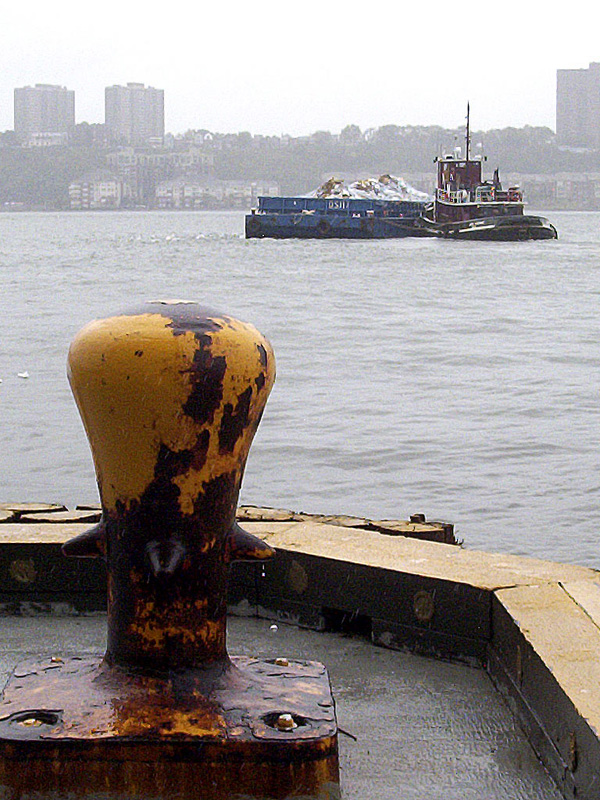
یک تیرک مهار در مهارگاه یک اسکله.

تیرَک مَهار یا (به انگلیسی: Bollard_ بولارد) تیر یا پایه‌ای است که برکنار اسکله استوار می‌کنند و طناب‌های کشتی را دور آن می‌پیچند. از تیرک مهار بیشتر در قسمت مهارگاه اسکله‌ها استفاده می‌شود.
در معنی دیگر، گاه به تیرک‌هایی که در جاده‌ها برای ایجاد مانع در مسیر عبور و مرورها کار گذاشته می‌شود هم تیرک مهار گفته می‌شود.

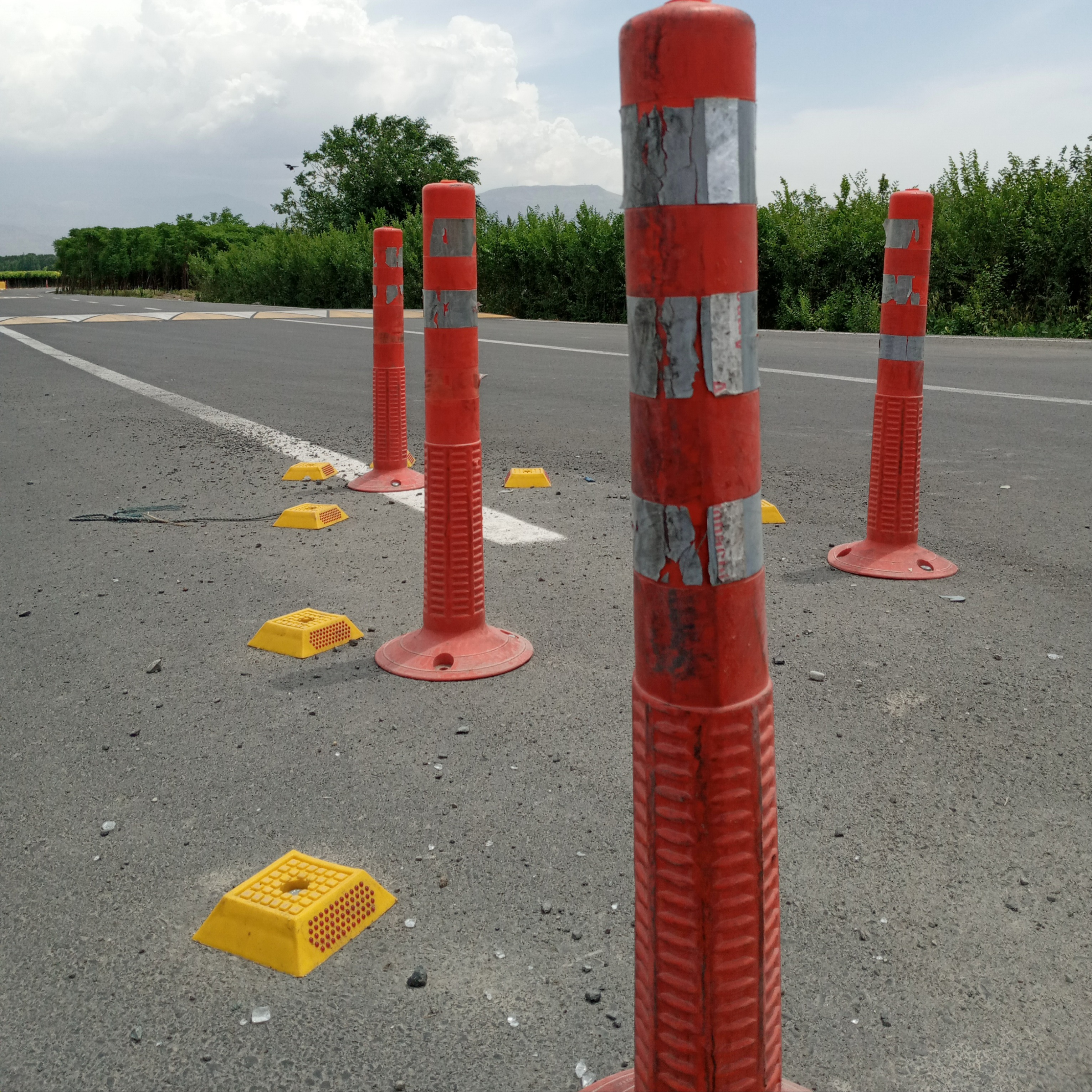
یک نوع تیرک مهار (بولارد) که معمولا در خیابان‌ها جهت افزایش ایمنی رانندگان و جدا کردن مسیر استفاده می‌شود.